# 有种你爱我
《有种你爱我》（英語：One Night Stud），中国大陆爱情喜剧片，导演李欣蔓，主演江一燕、郑恺。

## 剧情
该片讲述建筑师左小欣和主持人査义的爱情和家庭生活。

## 演出
- 江一燕 出演 左小欣
- 郑恺 出演 査义
- 于笑 出演 二条
- 于嘉萌 出演 十三
- 常方源
- 师春玲
- 刘沙
- 李长麟
- 谈莎莎
- 陈作深
- 哈斯高娃
- 王膺然